# یانگزوم براوئن
یانگزوم براوئن (انگلیسی: Yangzom Brauen؛ زادهٔ ۱۸ آوریل ۱۹۸۰) بازیگر سینما، کارگردان تلویزیونی، و کارگردان فیلم اهل سوئیس است.
از فیلم‌ها یا برنامه‌های تلویزیونی که وی در آن نقش داشته‌است می‌توان به پاندروم، محموله، ایان فلاکس، و وایلد سالومه اشاره کرد.